# Komitet Obrony Rzeczypospolitej
Komitet Obrony Rzeczypospolitej (KOR) – w latach 1935–1939 jeden z trzech, obok Generalnego Inspektoratu Sił Zbrojnych i Ministerstwa Spraw Wojskowych, naczelnych organów władzy wojskowej.
Komitet Obrony Rzeczypospolitej ustanowiony został 12 maja 1936 r. dekretem Prezydenta Rzeczypospolitej z dnia 9 maja 1936 r. o sprawowaniu zwierzchnictwa nad Siłami Zbrojnemi i organizacji naczelnych władz wojskowych w czasie pokoju, w miejsce Komitetu Obrony Państwa utworzonego 25 października 1926.
Do zakresu działania komitetu należało rozpatrywanie zagadnień dotyczących obrony Państwa i ustalania w tej dziedzinie wytycznych dla Rządu oraz koordynowanie prac przygotowujących obronę Państwa.
Skład komitetu (w nawiasach podano personalia polityków i wojskowych, którzy byli członkami KOR-u):
1. Prezydent Rzeczypospolitej Polskiej (Ignacy Mościcki) – przewodniczący,
2. Generalny Inspektor Sił Zbrojnych (marszałek Polski Edward Śmigły-Rydz) – zastępca przewodniczącego,
3. Prezes Rady Ministrów, minister spraw wewnętrznych (gen. dyw. Felicjan Sławoj Składkowski) – członek,
4. minister spraw zagranicznych (płk art. Józef Beck) – członek,
5. Minister Spraw Wojskowych (gen. dyw. Tadeusz Kasprzycki) – członek,
6. Minister Skarbu (Eugeniusz Kwiatkowski) – członek,
7. Minister Przemysłu i Handlu (Antoni Roman) – członek,
8. Szef Sztabu Głównego (gen. bryg. Wacław Stachiewicz) – członek bez prawa głosowania,
9. Szef Administracji Armii (gen. bryg. Aleksander Litwinowicz) – członek bez prawa głosowania,
10. Zastępca Szefa Sztabu Głównego (gen. bryg. Tadeusz Malinowski) – członek bez prawa głosowania.

Przewodniczący miał prawo powołać w razie potrzeby do udziału w obradach komitetu innych ministrów z prawami członków stałych oraz inne osoby, według swojego uznania, bez prawa głosowania.
Posiedzenia komitetu zwoływał Prezydent Rzeczypospolitej według swego uznania lub na wniosek Generalnego Inspektora Sił Zbrojnych.
Komitet pracował według uchwalonego przez siebie regulaminu obrad, który zatwierdził Prezydent Rzeczypospolitej.
Organem wykonawczym komitetu był Sekretariat Komitetu Obrony Rzeczypospolitej przy Generalnym Inspektorze Sił Zbrojnych.